# Ноћ библиотека
Ноћ библиотека је културна манифестација коју организује по први пут 6. децембра 2024. године мрежа јавних библиотека у Србији на иницијативу Министарства културе.

## О манифестацији
Прва Ноћ библиотека организована је под слоганом У загрљају песништва. Тема прве организоване Ноћи библиотека је поезија, првенствено српско песништво. Година 2024. је у знаку обележавања 200 година од рођења нашег чувеног романтичарског песника Бранка Радичевића, те је због тога посебан акценат стављен на његово песништво. Поводом истоветног јубилеја, 200-годишњице рођења, део програма се бавио и књижевним делом Стјепана Митрова Љубише, врхунског српског приповедача.
Програм организовани у библиотекама широм Србије, на иницијативу Министарства културе РС, са циљем промовисања читања и библиотека, обухватају различите формате: изложбе књига, поетске вечери, предавања, групна читања поезије, онлајн промотивне активности.
Различитим догађајима Ноћ библиотека се обележава широм Србије са циљем промовисања читања и библиотека.

## Галерија
- Изложба 200 година од рођења Бранка Радичевића
- Изложба 200 година од рођења Бранка Радичевића
- Поезивање у сомборској библиотеци
- Поезивање у сомборској библиотеци
- Део изложбених плаката изложбе књига и плаката Љубиша и Бранко врхови српске књижевности у Библиотеци града Београда